# Вруг, Патрик
Патрик Вруг (нидерл. Patrick Vroegh; род. 29 ноября 1999, Лингевал, Гелдерланд) — нидерландский футболист, полузащитник.

## Клубная карьера
Вруг — воспитанник клубов «Витесс». 19 октября 2019 года в матче против «ВВВ-Венло» он дебютировал в Эредивизи. 31 октября 2020 года в поединке против «Виллема» Патрик забил свой первый гол за «Витесс». Летом 2022 года Вруг перешёл в «Валвейк». 6 августа в матче против «Утрехта» он дебютировал за новый клуб.